# Вруцелето
Вруцелето (от др.-рус. «въ руцѣ лѣто» — год в руке) — метод устного счёта для определения дней недели по числу месяца в году с помощью пальцев рук и специальных таблиц.

## Краткое описание
В этой системе используются семь вруцелетных букв древнерусского алфавита: А, В, Г, Д, Е, Ѕ, З. Эти буквы жёстко привязаны к числам месяцев в году и к суставам пальцев. Например, числу 1 марта (начало года по византийскому календарю «от сотворения мира», см. Древнеславянский календарь и Хронология) соответствует буква Г, числу 2 марта соответствует буква В, числу 3 марта — буква А, числу 4 марта — буква З, числу 5 марта — буква Ѕ, и так далее по кругу в порядке, обратном алфавитному. Легко видеть, что в пределах одного и того же года каждая буква соответствует своему дню недели (так как букв 7 и дней недели 7). Для разных годов соответствие дней недели (вруцелетных букв) и чисел месяцев разное. В церковных книгах каждый год обозначался буквой, указывавшей на воскресный день. Такая буква называлась «вруцелето года». Например, если вруцелето года было буква В, то воскресеньями были 2, 9, 16 марта и так далее. Вычисление других дней недели производится простым подсчётом по пальцу одной руки (букве А соответствует сгиб пальца в ладони, букве В — сгиб выше, Г — верхний сгиб, Д — верхушка пальца, Е — верхний сгиб с тыльной стороны ладони и т. д., до тыльного сгиба в ладони и далее по кругу).
| Число      | Вруцелетная буква |
| ---------- | ----------------- |
| 1 марта    | Г                 |
| 1 апреля   | З                 |
| 1 мая      | Е                 |
| 1 июня     | В                 |
| 1 июля     | З                 |
| 1 августа  | Д                 |
| 1 сентября | А                 |
| 1 октября  | Ѕ                 |
| 1 ноября   | Г                 |
| 1 декабря  | А                 |
| 1 января   | Е                 |
| 1 февраля  | В                 |

Для вычисления вруцелето года не обязательно иметь таблицы, существует способ расчёта вруцелет года с помощью всех пальцев одной руки. Также существует вруцелетная система для расчёта пасхалий.